# Ricardo Carvalho
Ricardo Alberto Silveira de Carvalho OIH (pronunție în portugheză [ʁiˈkaɾdu kɐɾˈvaʎu]; n. 18 mai 1978, Amarante, Districtul Porto, Portugalia) este un fotbalist portughez care evoluează la echipa chineză Shanghai SIPG în Prima Ligă Chineză.

## Goluri internaționale

### Under–21
| #  | Data           | Stadion                                          | Oponent | Scor | Rezultat | Competiția  |
| -- | -------------- | ------------------------------------------------ | ------- | ---- | -------- | ----------- |
| 1. | 25 martie 1998 | Estádio Municipal 25 de Abril, Tomar, Portugalia | Belgia  | 1–0  | 1–2      | Meci amical |

### Seniori
| #  | Data              | Stadion                               | Oponent     | Scor | Rezultat | Competiția                                             |
| -- | ----------------- | ------------------------------------- | ----------- | ---- | -------- | ------------------------------------------------------ |
| 1. | 3 septembrie 2005 | Estádio Algarve, Faro, Portugalia     | Luxemburg   | 2–0  | 6–0      | Calificările pentru Campionatul Mondial de Fotbal 2006 |
| 2. | 1 septembrie 2006 | Brøndby Stadium, Copenhaga, Danemarca | Danemarca   | 1–1  | 4–2      | Meci amical                                            |
| 3. | 7 octombrie 2006  | Bessa XXI, Porto, Portugalia          | Azerbaidjan | 2–0  | 3–0      | Preliminariile Campionatului European de Fotbal 2008   |
| 4. | 7 februarie 2007  | Emirates Stadium, Londra, Anglia      | Brazilia    | 0–2  | 0–2      | Meci amical                                            |

## Statistici carieră

### Club
| Club                           | Campionat      | Sezon        | Campionat | Campionat | Cupă    | Cupă   | Cupa Ligii[A] | Cupa Ligii[A] | Europa  | Europa | Altele[B] | Altele[B] | Total   | Total  |
| Club                           | Campionat      | Sezon        | Meciuri   | Goluri    | Meciuri | Goluri | Meciuri       | Goluri        | Meciuri | Goluri | Meciuri   | Goluri    | Meciuri | Goluri |
| ------------------------------ | -------------- | ------------ | --------- | --------- | ------- | ------ | ------------- | ------------- | ------- | ------ | --------- | --------- | ------- | ------ |
| Leça (loan)                    | Primeira Liga  | 1997–98      | 22        | 1         | 2       | 0      | –             | –             | -       | -      | -         | -         | 24      | 1      |
| Leça (loan)                    | Primeira Liga  | Total        | 22        | 1         | 2       | 0      | –             | –             | -       | -      | -         | -         | 24      | 1      |
| Porto                          | Primeira Liga  | 1998–99      | 1         | 0         | 0       | 0      | –             | –             | 0       | 0      | 0         | 0         | 1       | 0      |
| Porto                          | Primeira Liga  | Total        | 1         | 0         | 0       | 0      | –             | –             | 0       | 0      | 0         | 0         | 1       | 0      |
| Vitória de Setúbal (loan)      | Primeira Liga  | 1999–2000    | 25        | 2         | 2       | 0      | –             | –             | –       | –      | –         | –         | 27      | 2      |
| Vitória de Setúbal (loan)      | Primeira Liga  | Total        | 25        | 2         | 2       | 0      | –             | –             | –       | –      | –         | –         | 27      | 2      |
| Alverca (loan)                 | Primeira Liga  | 2000–01      | 29        | 1         | 3       | 0      | –             | –             | –       | –      | –         | –         | 32      | 1      |
| Alverca (loan)                 | Primeira Liga  | Total        | 29        | 1         | 3       | 0      | –             | –             | –       | –      | –         | –         | 32      | 1      |
| Porto                          | Primeira Liga  | 2001–02      | 25        | 0         | 2       | 0      | –             | –             | 10      | 0      | –         | –         | 37      | 0      |
| Porto                          | Primeira Liga  | 2002–03      | 18        | 1         | 6       | 0      | –             | –             | 7       | 0      | 1         | 0         | 32      | 1      |
| Porto                          | Primeira Liga  | 2003–04      | 29        | 2         | 3       | 0      | –             | –             | 13      | 1      | 1         | 0         | 46      | 3      |
| Porto                          | Primeira Liga  | Total        | 72        | 3         | 11      | 0      | –             | –             | 30      | 1      | 2         | 0         | 115     | 4      |
| Chelsea                        | Premier League | 2004–05      | 25        | 1         | 1       | 0      | 3             | 0             | 10      | 0      | –         | –         | 39      | 1      |
| Chelsea                        | Premier League | 2005–06      | 24        | 1         | 3       | 0      | 0             | 0             | 8       | 2      | 0         | 0         | 35      | 3      |
| Chelsea                        | Premier League | 2006–07      | 31        | 3         | 5       | 1      | 4             | 0             | 10      | 0      | 1         | 0         | 51      | 4      |
| Chelsea                        | Premier League | 2007–08      | 21        | 1         | 2       | 0      | 4             | 0             | 10      | 0      | 1         | 0         | 38      | 1      |
| Chelsea                        | Premier League | 2008–09      | 12        | 1         | 2       | 0      | 0             | 0             | 4       | 0      | –         | –         | 18      | 1      |
| Chelsea                        | Premier League | 2009–10      | 22        | 0         | 1       | 0      | 0             | 0             | 5       | 0      | 1         | 1         | 29      | 1      |
| Chelsea                        | Premier League | Total        | 135       | 7         | 14      | 1      | 11            | 0             | 47      | 2      | 3         | 1         | 210     | 11     |
| Real Madrid                    | La Liga        | 2010–11      | 33        | 3         | 6       | 0      | –             | –             | 9       | 0      | –         | –         | 48      | 3      |
| Real Madrid                    | La Liga        | 2011–12      | 8         | 0         | 1       | 0      | –             | –             | 2       | 0      | 2         | 0         | 13      | 0      |
| Real Madrid                    | La Liga        | 2012–13      | 9         | 0         | 6       | 0      | –             | –             | 1       | 0      | 0         | 0         | 16      | 0      |
| Total                          | Total          | Total        | 50        | 3         | 13      | 0      | 0             | 0             | 12      | 0      | 2         | 0         | 77      | 3      |
| Monaco                         | Ligue 1        | 2013–14      | 24        | 0         | 0       | 0      | –             | –             | 0       | 0      | –         | –         | 24      | 0      |
| Monaco                         | Ligue 1        | Total        | 24        | 0         | 0       | 0      | 0             | 0             | 0       | 0      | 0         | 0         | 24      | 0      |
| Monaco                         | Ligue 1        | Career total | 358       | 17        | 45      | 1      | 11            | 0             | 89      | 3      | 7         | 1         | 510     | 22     |
| Last Updated: 6 ianuarie 2014. |                |              |           |           |         |        |               |               |         |        |           |           |         |        |

### Internațional
| Națională                   | An    | Meciuri | Goluri |
| --------------------------- | ----- | ------- | ------ |
| Portugalia                  | 2003  | 1       | 0      |
| Portugalia                  | 2004  | 14      | 0      |
| Portugalia                  | 2005  | 7       | 1      |
| Portugalia                  | 2006  | 13      | 2      |
| Portugalia                  | 2007  | 5       | 1      |
| Portugalia                  | 2008  | 9       | 0      |
| Portugalia                  | 2009  | 11      | 0      |
| Portugalia                  | 2010  | 12      | 0      |
| Portugalia                  | 2011  | 2       | 0      |
| Total                       | Total | 74      | 4      |
| Last Update: 30 martie 2011 |       |         |        |

## Palmares

### Club
Porto
- Primeira Liga (3): 1998–99, 2002–03, 2003–04
- Taça de Portugal (1): 2002–03
- Supertaça Cândido de Oliveira (3): 1998, 2003, 2004
- UEFA Champions League (1): 2003–04
- Cupa UEFA (1): 2002–03

Chelsea
- Premier League (3): 2004–05, 2005–06, 2009–10
- FA Cup (3): 2006–07, 2008–09, 2009–10
- Football League Cup (2): 2004–05, 2006–07
- FA Community Shield (2): 2005, 2009

Real Madrid
- La Liga (1): 2011–12
- Copa del Rey (1): 2010–11
- Supercopa de España (1): 2012

### Individual
- UEFA Club Best Defender of the Year (1): 2003–04
- UEFA Team of the Year (1): 2003–04
- UEFA Euro Team of the Tournament (1): Portugalia 2004
- FIFA World Cup All-Star Team (1): Germania 2006
- Chelsea Players' Player of the Year (1): 2007–08

#### Ordine
- Medalia Meritului, Order of the Immaculate Conception of Vila Viçosa (Casa Braganza)